# اتفاقية لندن للمضائق
اتفاقية المضائق بين (فرنسا وإنجلترا والنمسا وبروسيا) والدولة العثمانية في 13 تموز 1841م
وتتضمن الرجوع إلى المبدأ الذي اتخذته الدولة العثمانية وهو منع السفن الحربية الأجنبية من دخول المضائق مع ترك المضائق حرة للسفن التجارية.

## خلفية تاريخية
تطورت اتفاقية المضائق كوسيلة لحماية الدولة العثمانية من الانهيار. فمصر في ذلك الوقت، بقيادة محمد علي باشا، ثارت على الدولة العثمانية. وقرر القيصر الروسي، نيقولاي الأول، أن سقوط العثمانيين سيكون كارثياً وسيؤدي إلى حربٍ أكبر بين القوى الأوروبية الأقوى ولذلك اختار أن يدعم الدولة العثمانية. فردّ العثمانيون بتوقيع معاهدة هنكار إسكله سي التي وعدت بإغلاق المضائق أمام السفن الحربية الأجنبية فقط في حالة تعرض روسيا للاعتداء.